# ヤン・マルジャーク
- ヤン・マラク
- ヤン・マラック
- ヤン・マラーク

ヤン・マルジャーク（Jan Mařák, 1870年5月20日 - 1932年10月21日）は、ハンガリー出身のヴァイオリニスト。

## 来歴
ドゥナケシ（ペシュト県）で、チェコ人の父とハンガリー人の母の下で生まれる。幼少のころから音楽に才能を示し、1882年から1889年までプラハ音楽院に通い、アントニーン・ベネヴィッツにヴァイオリンを学んだ。卒業後はケーニヒスベルク市立劇場のコンサートマスターとなったが、1892年から1897年までプラハ国民劇場のコンサートマスターに移籍した。1897年から母校のプラハ音楽院で教鞭をとり、プラハで亡くなった。弟子には、ヴァーツラフ・ターリヒやヴァーシャ・プシホダ等がいる。